# Glindenberg
Glindenberg è una frazione della città tedesca di Wolmirstedt, nella Sassonia-Anhalt.
Conta 1 346 abitanti (2006).

## Storia
Glindenberg ha costituito un comune autonomo fino al 1º luglio 2009.